# Reinhard Hütter
Reinhard Hütter (* 1. November 1958 in Lichtenfels/Oberfranken) ist ein deutscher Theologe und war für kurze Zeit designierter Präsident der Katholischen Universität Eichstätt-Ingolstadt.

## Leben
Reinhard Hütter studierte Evangelische Theologie, Philosophie und Germanistik an der Friedrich-Alexander-Universität Erlangen-Nürnberg, der Rheinischen Friedrich-Wilhelms-Universität Bonn und der US-amerikanischen Duke University. 1990 wurde er in Erlangen mit der Arbeit Evangelische Ethik als kirchliches Zeugnis. Interpretationen zu Schlüsselfragen theologischer Ethik in der Gegenwart promoviert (summa cum laude); 1996 habilitierte er sich dort mit der Schrift Theologie als kirchliche Praktik. Zur Verhältnisbestimmung von Kirche, Lehre und Theologie. Seit 1990 lehrte er Theologische Ethik und Systematische Theologie an der Lutheran School of Theology at Chicago (LSTC). 1999 wechselte er an die Professur für systematische und philosophische Theologie an der Duke University. 2004 konvertierte er zur Römisch-katholischen Kirche; lehrte aber weiter an der Duke University.
Am 6. Mai 2009 wurde er vom Hochschulrat zum Präsidenten der Katholischen Universität Eichstätt-Ingolstadt gewählt. Am 25. Mai 2009 teilte er dem Träger der Universität, der Stiftung Katholische Universität Eichstätt-Ingolstadt, mit, dass er sein Amt nicht antreten werde. Die Verhandlungen über ein Zustandekommen des Vertrages waren gescheitert.

## Wirken
Reinhard Hütter befasst sich insbesondere mit der theologischen und philosophischen Lehre vom Menschen (Glaube und Vernunft, Natur und Gnade, Freiheit Gottes und des Menschen) mit Schwerpunkt auf der Ökumene. Er gilt als Experte für das Leben und Werk von Thomas von Aquin.
Er ist in zahlreichen Gremien engagiert. Unter anderem ist er gewähltes Mitglied der American Theological Society sowie korrespondierendes Mitglied der Päpstlichen Akademie des Thomas von Aquin. Bis 2008 war er Herausgeber von Pro Ecclesia - A Journal of Catholic and Evangelical Theology. Am 29. September 2021 berief ihn Papst Franziskus zum Mitglied der Internationalen Theologenkommission.